# ألبرت يونغ (سياسي)
ألبرت يونغ (بالإنجليزية: Ebenezer Young)‏ هو محامي وسياسي أمريكي، ولد في 25 ديسمبر 1783 في الولايات المتحدة، وتوفي في 18 أغسطس 1851. انتخب عضو مجلس النواب الأمريكي.